# Ликторы приносят Бруту тела его сыновей
«Ликторы приносят Бруту тела его сыновей» (фр. Les licteurs rapportent à Brutus les corps de ses fils) — картина французского художника Жака Луи Давида, написанная в 1789 году на сюжет из истории Древнего Рима. Хранится в Лувре.

## Сюжет и судьба картины
Полотно иллюстрирует один из эпизодов «Истории Рима от основания города» Тита Ливия и «Сравнительных жизнеописаний» Плутарха. Основатель Римской республики Луций Юний Брут узнал, что его сыновья участвуют в монархическом заговоре, и приказал казнить их. Давид изобразил тот момент, когда ликторы вносят в дом Брута обезглавленные тела. Стиль картины выдержан в неоклассической манере. Брут сидит на стуле слева, одинокий и задумчивый; справа его жена держит на руках двух перепуганных дочерей, старшая из которых готова упасть в обморок. На заднем плане видны носилки с телом, но Брут даже не оборачивается на них. Его скрещённые ноги заметно напряжены. Художник использует свет и тень, чтобы провести границу между Брутом и его семьёй.
Администрация Королевских зданий в 1787 году заказала Давиду картину на тему «Кориолан останавливает месть своего войска Риму». Однако художник этим сюжетом не заинтересовался и выбрал другой — тоже из раннеримской истории. Он закончил работу в 1789 году, картина была куплена королём и выставлялась на салонах 1789 и 1791 годов. Её сюжет оказался созвучен общественным настроениям эпохи: Брут олицетворял собой в глазах зрителей непоколебимую преданность Республике, выходящую за рамки каких-либо частных интересов. «Ликторы» закрепили за Давидом репутацию крупнейшего представителя классицизма во французской живописи.
Картина хранится в Лувре.

## Предыстория
Давид трудился над картиной более двух лет, прежде чем счел ее завершенной. Его привязанность к мотиву Брута была очевидна за годы до написания этой картины, по крайней мере с начала 1780-х годов, когда он создавал «Клятву Горациев» (1784). Эта работа несет в себе отчетливую связь с Брутом через темы долга, верности и добродетели. Сама клятва была элементом легенды о Бруте, которую Дэвид художественно перенес к «Горациям». Подобная вольность была допущена и в композиции «Брута»: возвращение тел сыновей — эпизод, которого нет в рассказах Ливия и Плутарха.